# Oladapo Olufemi
Oladapo Olufemi Oluyi (*5. listopadu 1988) je nigerijský fotbalový záložník momentálně působící v nigerijském týmu Shooting Stars SC.

## Klubová kariéra
S fotbalem začínal v rodné Nigérii, s profesionálním fotbalem však započal v Belgii, konkrétně v týmu RSC Anderlecht. Do sestavy se však neprosadil a po roce odešel do portugalské Boavisty Porto. Ani zde však nenašel místo v základní sestavě a od roku 2009 tak nastupoval za norský IK Start.
V roce 2013 se vrátil do Nigérie do klubu Shooting Stars SC.

## Reprezentační kariéra
Získal stříbrnou medaili z olympiády v Pekingu 2008 jako člen národního týmu do 23 let.